# Universidad de Portland

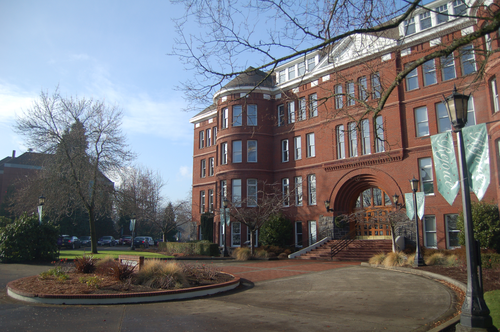
"West Hall", actualmente "Waldschmidt Hall", edificio de 1891 germen de la universidad.

La Universidad de Portland (University of Portland en idioma inglés), es una universidad privada, católica, de la Congregación de Santa Cruz, ubicada en la ciudad de Portland, Oregón (Estados Unidos de América).

## Historia
En un viaje en barco por el río Willamette, Alexander Christie, Arzobispo de Portland, se fijó en un edificio que divisó en una ladera y averiguó que se trataba de "West Hall", un edificio abandonado que había sido sede de una universidad de la Iglesia Metodista Episcopal fundada en 1891 y cerrada en 1900. La Arquidiócesis de Portland y la Congregación de Santa Cruz decidieron adquirir el edificio y sus terrenos y abrieron las puertas de la actual Universidad de Portland  el 5 de septiembre de 1901 a la primera promoción de 52 alumnos. Sus 8 profesores eran todos sacerdotes católicos. En 1902´, la propiedad pasó a ser en su totalidad de la Congregación de Santa Cruz.

## Centros docentes
Consta de cinco facultades y escuelas:
- College of Arts & Sciences
- Pamplin School of Business
- School of Education
- School of Engineering
- School of Nursing

## Deportes
Portland compite en la West Coast Conference de la División I de la NCAA.